# 宇智波紗羅妲
宇智波佐良那為日本漫畫家岸本齊史筆下的一名虛構角色，於日本漫畫《火影忍者》最終話首次登場，後擔任《火影忍者外傳～第七代火影與緋色的花月~》的主角及電影《火影忍者劇場版：慕留人》、動漫系列《BORUTO-火影新世代-NARUTO NEXT GENERATIONS-》的女主角。

## 關於名字
「紗羅妲」（サラダ）的原文有沙拉之意，其姓「宇智波」（うちは）在日語中音似「團扇」，亦為宇智波一族的紋章。

## 人物
宇智波佐助與春野櫻之女，承襲了父親的血繼限界與母親的怪力，寫輪眼已於外傳開眼。為佐助和小櫻在外旅行時所生下，因此於木葉並無紗羅妲的出生紀錄。
性格認真、勤於修練，夢想是成為火影並崇拜身為火影的鳴人。與漩渦慕留人和巳月隸屬同一小隊，在猿飛木葉丸的指導下接受忍者訓練。身上配戴的眼鏡為香燐所贈。
紗羅妲討厭的番茄正巧是佐助喜歡的食物。

## 劇情表現

### 《BORUTO-火影新世代-NARUTO NEXT GENERATIONS-》
作品女主角，慕留人的同班同學，忍者學校畢業後與慕留人和巳月同屬木葉丸小隊接受指導。因母親小櫻與鳴人熟識，從小認識慕留人，但認為慕留人是個笨蛋、兩人感情不太融洽…？自幼因父親長年在外執行任務不曾與之謀面，後於「宇智波紗羅妲篇」與佐助相認並立下了成為火影的目標。基於佐助長年外出及小櫻工作繁忙的緣故擅於打理家務，平時規矩懂事，曾被好友蝶蝶指出為人有些死板。打從心底尊敬著鳴人，認為慕留人給鳴人添麻煩的搗蛋行徑十分幼稚。

### 《外傳：第七代火影與緋色的花月》
紗羅妲懂事以來不曾見過長年在外執行任務的父親，看著同儕能和自己的爸爸一起為了忍者學校畢業考修練的情景，紗羅妲顯得十分羨慕，並對父親的去向感到越發困惑。在一次與母親發生口角後，紗羅妲無意間發現過去一直陳設在家中的全家福底下其實是鷹小隊的合照；看著父親身旁與自己戴著同樣眼鏡的女人，紗羅妲陷入了更深的困惑。於是她在得知鳴人將與佐助會合後決定親自找到佐助一問究竟，便以替慕留人送便當給鳴人的名義偷偷踏上了旅程。
途中紗羅妲突遭此前襲擊佐助的寫輪眼少年「宇智波信」攻擊，千鈞一髮之際為鳴人所救。看著將便當交給自己的紗羅妲，鳴人不禁想起當年的佐助與小櫻，並向紗羅妲談起了過去的佐助以及她與父母的相像之處。休息過程中急於與父親相會的紗羅妲以解手為由先行一步前往會合地點，寫輪眼亦於此時因紗羅妲對父親的強烈悸動開眼，佐助遂將多年未見的女兒誤認為信的同伙並持刀指向紗羅妲，當紗羅妲喊出「爸爸」佐助才醒覺眼前的女孩正是本應身處木葉的女兒。面對紗羅妲接二連三的質疑，佐助表示一切皆與紗羅妲無關，令紗羅妲憤而奔向塔外，此時身為本體的宇智波信夥其複製人向眾人展開攻擊並趁機襲擊紗羅妲，佐助及時挺身才保護了紗羅妲的安全。剛抵達現場並察覺情況有異的小櫻成功以一拳將信擊倒，卻被信的同伙以時空間忍術帶回了敵人的基地。
佐助和鳴人商議後決定前往大蛇丸的根據地查問信的所在。紗羅妲藉機向水月探聽香燐的去向並請他即時驗證兩人的血緣關係，水月基於香燐過去的一句「我的桌子就像是我身體的一部分」認定抽屜中的臍帶為香燐所有，遂將此物與紗羅妲進行基因鑑定並得到了「一致」的結論。得知結果的紗羅妲大受打擊，一時悲憤下向目睹一切的鳴人說出欺騙她的人們與自己無關等氣話。後經鳴人提點，紗羅妲終然了解家人間的羈絆不應取決於血緣而是多年來的真摯思念，從而決心拯救與自己感情深厚的小櫻。
一行人救出小櫻後，宇智波信企圖將小櫻再度擄走，紗羅妲為了保護母親挺身而出，使出承自佐助的寫輪眼及小櫻般的怪力將敵人狠狠擊倒。複製人信的安置問題解決後，紗羅妲透過佐助的話語感受到父母緊繫的心意及他們對自己的愛情，後隨第七班一同回到了木葉忍者村。另一方面，水月從香燐口中得知她僅在隨佐助旅行的小櫻分娩時負責接生，該條用來進行基因驗證的臍帶著實屬於小櫻和紗羅妲，而紗羅妲身上的眼鏡則是香燐送給她的禮物。
經歷此次事件，紗羅妲對自己與父母的羈絆有了全新的認識，並受鳴人影響立下了成為火影的目標。

### 《火影忍者劇場版：慕留人》
此時的紗羅妲已經成為下忍，並與慕留人和巳月同屬木葉丸小隊接受指導。與憧憬火影的紗羅妲不同，慕留人基於父親的緣故對火影感到十分厭惡，紗羅妲不乏與慕留人在任務或對談中發生衝突。但從慕留人修行時紗羅妲會不時地躲在一旁默默觀望、得知佐助同意收慕留人為徒時由衷地替他感到高興等地方皆能看出紗羅妲對同伴抱有深切的關心。
對中忍考試的態度十分積極，在第一場考試中顯露博識的一面及臨機應變能力，第二場考試時使用寫輪眼破解了敵人的幻術，第三場考試的第一場個人戰亦取下勝績。大筒木桃式、金式來襲時與巳月一同疏散現場的觀眾。
小說版提及紗羅妲頗受同齡異性的歡迎。

## 術
| 招式名稱            | 簡介 | 種類     | 等級 |
| ------------------- | --- | -------- | ---- |
| 寫輪眼              | 可以洞察、複製、催眠、記憶、看見穴絡經脈，可透過顏色來區分査克拉，並看見敵方的下一個動作。而且眼睛上勾玉的數量越多（最多三個），擁有者的反應和能力越強。目前紗羅妲的寫輪眼已達到萬花筒。                                                                             | 血繼限界 | -    |
| 萬花筒寫輪眼大日孁  | 比寫輪眼更高級的瞳術，青少女開眼可以1.製造黑色漩渦黑球吸收對方攻擊上限4個. 2.可以控制一定範圍的重力影響.3.製造大黑球把敵人吸收極限壓縮粉碎掉。 | 血繼限界 | -    |
| 怪力                | 將查克拉集中在身體的某一部位後爆發出來，破壞力巨大。 | 體       | -    |
| 櫻花衝              | 是一種從體內瞬間提煉最大限度的查克拉，然後在一瞬間將這些查克拉全部聚集在右拳上的體術。連帶著查克拉將拳頭擊向目標，就連角落裡也會遭到破壞。無論目標有多堅固，在這招面前也會毫無意義。受損的程度是由查克拉的用量決定的，如果是有經驗的忍者，也能把查克拉集中在指尖上。 | 體       | C    |
| 操手裏劍術          | 將高耐久性且半透明的線綁在手裏劍上，射出手裏劍後，以手指操弄手裏劍飛行軌道。 | 忍       | D    |
| 火遁·豪火球         | 以查克拉提練，從口中發出一發大火球，是宇智波一族極擅長的術。 | 忍       |      |
| 火遁·鳳仙花         | 從口中吐出數個火球，攻擊軌道就像鳳仙花的果實，火球的軌跡可以利用查克拉來操縱，同時也可以在其中加入手裏劍及飛鏢加強威力。 | 忍       | C    |
| 雷遁·苦無           | 在多個苦無上施加雷遁，射向對方。 | 忍       |      |
| 宇智波手裏劍陣·春雷 | 遊戲《火影忍者疾風傳 終極風暴4》中展現，使用火遁·鳳仙花之術後使目標浮空，擲出多個手裏劍擊中對方，連帶著雷遁查克拉將拳頭擊向目標。 | 忍       |      |
| 影分身之術          | 用於諜報的高級分身術，將查克拉均分製造出實體分身，並可同使用者一起行動戰鬥，解除後能將記憶和經驗傳回本體。 | 忍       | B    |
| 雷遁·千鳥           | 將大量查克拉集中於使出突刺的雷手，以高速衝刺，因此會發出有如一千隻鳥鳴叫的聲音，威力足以貫穿人體。 | 忍       | A    |
| 雷遁·雷球           | 施展雷電彈攻擊敵人。 | 忍       |      |
| 雷遁·雷鎧甲         | 以天雷覆蓋全身所形成的鎧甲，在此狀態下施展的任何物理攻擊都會附加天雷之力，但本身的反應速度、機動性等卻不會有所變化，並且隨著天雷的消耗，鎧甲也會逐漸變弱而消散，這與雷神鎧甲有著異曲同工之處。                                                                       | 忍       |      |
| 雷葬·雷之宴         | 施展數個雷電通過地面切割，直到他們擊中敵人。 | 忍       |      |
| 風遁·烈風掌         | 將查克拉進行變質而產生出風，用拍手為契機把風壓縮將其進化成狂暴的烈風的術。“烈風掌”的單獨攻擊，即有能輕易的將一個人彈飛出去的威力，但其真正厲害之處在於手裏劍或者苦無飛行道具並用的聯合攻擊。無論是空中飛行的速度，還是擊中目標時的威力，殺傷力都成倍上升。(227集)    | 忍       | C    |

## 反響
據Comicbook评价，依照佐良娜在《BORUTO-火影新世代-NARUTO NEXT GENERATIONS-》动画第30话的表现，將來的她極其可能超越自己的父亲佐助。

### 腳註
1. ↑  .   [2017-11-19]. （原始内容存档于2017-11-24） （日语）.
2. ↑  Megan Peters. . Anime. 2017-10-29  [2017-10-30]. （原始内容存档于2017-11-02） （英语）.

### 資料來源
1. 《者之書》，岸本齊史，台灣東立出版社，ISBN 978-4-08-874247-2，2008年9月9日